# Heiligkreuz (Gemeinde Hall in Tirol)
Heiligkreuz ist ein Stadtteil und Ortschaft von Hall in Tirol im Bezirk Innsbruck-Land, der bis heute den Dorfcharakter bewahrt hat.

## Geographie
Heiligkreuz liegt zwischen Innsbruck und Hall, nordwestlich der Haller Altstadt, gegen Thaur hin, etwas entfernt vom Inn, aber noch im Talboden des Inntals auf rund 580 m ü. A. Höhe.
Das Dorf selbst umfasst etwa 120 Gebäude mit um die 450 Einwohnern. Das ist die Katastralgemeinde Heiligkreuz I. 
Zum Ortschaftsgebiet gehört auch das ehemalige Tiroler Zollfreigebiet (dann Freilager, diese wurden nach dem EU-Beitritt Österreichs 1995 aufgelassen), das sich westlich des Haller Bahnhofs am Inn erstreckte (Katastralgemeinde Heiligkreuz II), heute das Gewerbegebiet Industriezone Hall-Thaur.
| Thaur (O., KG. Thaur I, Gem. Thaur)                     |                                             | Absam (O., KG., Gem.)   |
|                                                         | Kompassrose, die auf Nachbargemeinden zeigt | Schönegg (O. Hall i.T.) |
| Industriezone Hall-Thaur (O. Heiligkreuz u. Gem. Thaur) |                                             | Hall in Tirol (O., KG.) |

## Geschichte

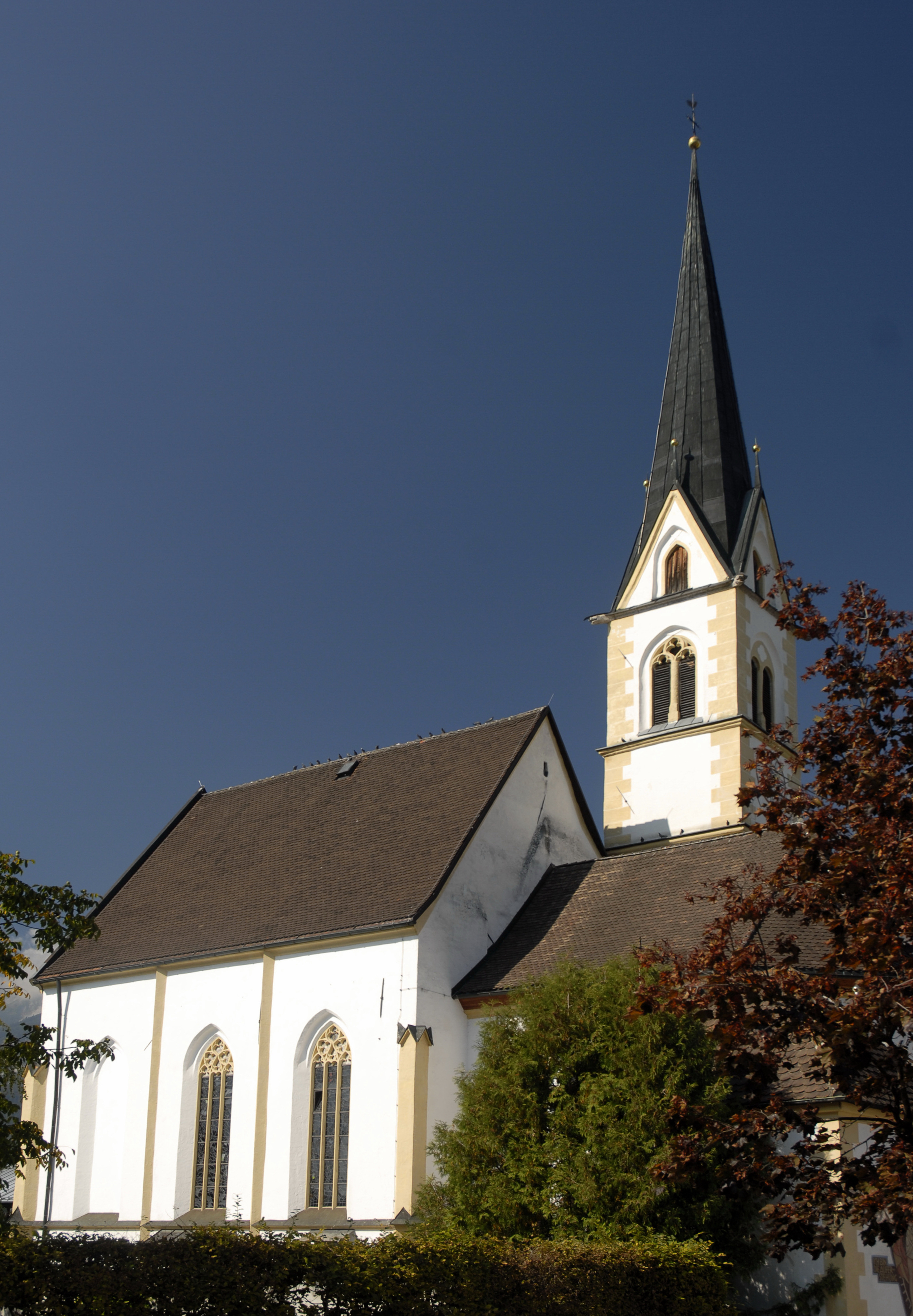
Kirche Heiligkreuz

Die jungsteinzeitliche Besiedlung des Raums ist mit einer steinernen Pfeilspitze nachgewiesen. Die Ortslage erscheint im 13. Jahrhundert als Gampas erwähnt, was auf rätoromanisch campu ‚Feld‘ zurückzuführen ist.
Die Heiligkreuzkirche wurde 1440 erbaut. Man hatte in der Haller Au ein angeschwemmtes Kruzifix geborgen und hier aufgestellt, das schon bald zum Ort der Verehrung wurde, was dem Ort seinen heutigen Namen gab. 1342 ist auch eine Heilquelle genannt. Hier entstand das heutige Hotel Heiligkreuz, eines der ältesten Häuser am Ort, als Badhaus. Zur Zeit des Halltaler Salzbergbaues war es beliebter Einkehrpunkt. Das Haus ist heute ein Vier-Sterne-Hotel (Austria Classic Hotel Heiligkreuz). Daran erinnert auch die Badgasse.
In der frühen Neuzeit lag Heiligkreuz direkt vor den Mauern und Schanzen der als Sitz des Salz- und Münzamtes stark befestigten Stadt Hall, wo die Straße nach Thaur hinauf gegen Innsbruck hin führt (heutige Thauerer Straße). Nördlich der Mauern vorbei verlief der Saumweg, heute Samerweg, mit dem Rumer Steig als Abzweig (heute nur mehr als Sackgasse).
Am 24. Juni 1655 verlieh Georg Christof Graf von Arzt, Obristjägermeister von Erzherzog Ferdinand Karl, der Stadt Hall und dem Dorf Heiligkreuz das Recht, zur Abgrenzung gegen Rum, Thaur und Arzl und „zum besseren Schutz ihrer Wuh und Weide in der Haller Au einen Erddamm errichten zu dürfen, der drei Werkschuh hoch, dessen Sohle drei Werkschuh breit und dessen Krone zwei Werkschuh breit sein darf.“
Ab 1914 war hier der im Defereggen geborene Pfarrer Sebastian Rieger tätig, der als „Reimmichl“ weitum bekannt wurde, und 1953 am Ort verstarb. Nach ihm ist die Reimmichlstraße benannt.
1938, als nach dem Anschluss allerorten in Österreich Großgemeinden gebildet wurden, wurden Heiligkreuz und Absam nach Hall eingemeindet. Absam wurde nach dem Krieg durch eine Volksabstimmung wieder selbstständig, Heiligkreuz verblieb aber bei der Stadtgemeinde.

## Sehenswürdigkeiten
- Heiligkreuzkirche: spätgotische ehemalige Pfarrkirche, heute Benefiziat. Sie erhielt im 19. Jahrhundert eine teilweise neugotische Ausstattung. Steht unter Denkmalschutz

## Persönlichkeiten
- Sebastian Rieger, genannt Reimmichl (1867–1953), Tiroler Priester und Volksdichter – wirkte hier ab 1914
- Josef Pöll (1874–1940), Lehrer, Musiker und Botaniker – in Heiligkreuz geboren
- Franz Posch (* 1953), Musiklehrer, Musiker und Moderator

## Nachweise
- 70354 – Hall in Tirol. Gemeindedaten der Statistik Austria

1. 1 2  Zählsprengel 015 Hall-Heiligkreuz; das Zollfreigebiet wird bei 020 Hall-Südwest gezählt, was den ganzen gewerblich-industriellen Raum westlich des Bahnhofs umfasst. Das Zollfreigebiet greift noch in Thaurer Gemeindegebiet aus, außerdem findet sich dort noch das Thaurer Exklavengebiet KG Thaur II.
2. ↑  Siehe Eintrag zu Zollfreizonen im Austria-Forum (im AEIOU-Österreich-Lexikon).
3. ↑  Siehe Geschichte und alter Stich von Hall und „Heilig Creuz“. Ausschnitt auf heiligkreuz.at.
4. ↑  Das ist grob ein Meter.
5. ↑  Günter Hagen: Hall in Tirol. Stadtentwicklung im Spannungsfeld von Altstadterneuerung und Ausländersituation (= Innsbrucker geographische Studien. Band 34). Geographie Innsbruck, Selbstverlag, Innsbruck 2003, ISBN 3-901182-37-3, S. 28 (Zugl.: Innsbruck, Univ., Diss., 2003).